# Dominique Serafini
Dominique Serafini, né à Paris en 1946, est un plongeur sous-marin et un auteur de bande dessinée français.

## Biographie
De 1966 à 1968, Dominique Serafini a étudié la peinture à l'École nationale supérieure des beaux-arts de Paris.
À partir de 1981, il a embarqué pour quatre missions sur la Calypso. En plongeant avec l'équipe Cousteau, il put illustrer sur papier certaines aventures de cette épopée marine. Il est l'auteur et le dessinateur de la série L'Aventure de l'équipe Cousteau en bandes dessinées,. Entre 1983 et 1999, 17 albums ont été créés par Dominique Serafini. 
En 2002, Dominique Serafini et Cathy Salisbury ont publié le livre DreamWrecks: The Most Spectacular Shipwrecks of Aruba, Bonaire and Curacao. En 2006, le livre été adapté pour la télévision - DreamWrecks - une série de 26 émissions sur les épaves des Caraïbes et la Floride. 
Depuis 2012, Dominique a réalisé d'autres bandes dessinées sur les sujets écologique avec Sea Shepherd, Ocean Futures et 7e Continent.

## Ouvrages
- (es) Dominique Serafini et Rodolfo Betti, Escuela de buceo : con Rodolfo Betti, Garriga, 1977, 85 p. (ISBN 978-84-7079-085-0), La Plongée Sous-Marine avec Rodolfo Betti, 1977
- Dominique Serafini, La Planche à Voile, 1981
- (es) Dominique Serafini, La Pesca submarina con Jean-Baptiste Esclapez, Garriga, 1981, 92 p. (ISBN 978-84-7079-088-1), La Pêche Sous-Marine avec Jean Batiste Escaladez, 1980
- Dominique Serafini, L'Ile aux Requins, L'Aventure de l'équipe Cousteau en bandes dessinées, 1983  (ISBN 2-221-04500-9)
- Dominique Serafini, Le Jungle du Corail, L'Aventure de l'équipe Cousteau en bandes dessinées, 1984  (ISBN 2-221-04882-2)
- Dominique Serafini, Le Galion Englouti, L'Aventure de l'équipe Cousteau en bandes dessinées, 1985  (ISBN 2-221-05150-5)
- Dominique Serafini, Les Pieges de la Mer, L'Aventure de l'équipe Cousteau en bandes dessinées, 1986   (ISBN 2-221-05271-4)
- Dominique Serafini, Les Lions de la Calypso, L'Aventure de l'équipe Cousteau en bandes dessinées, 1987  (ISBN 2-221-05425-3)
- Dominique Serafini, Le Mystère de l'Atlantide, L'Aventure de l'équipe Cousteau en bandes dessinées, 1988  (ISBN 2-221-05598-5)
- Dominique Serafini, La Vague de Feu, L'Aventure de l'équipe Cousteau en bandes dessinées, 1989  (ISBN 2-221-05861-5)
- Dominique Serafini, Le Dauphin de l'Amazone, L'Aventure de l'équipe Cousteau en bandes dessinées, 1990  (ISBN 2-221-06503-4)
- Dominique Serafini, Le Foret Blessée, L'Aventure de l'équipe Cousteau en bandes dessinées, 1991  (ISBN 2-221-06732-0)
- Dominique Serafini, La Légende du Grand Requin Blanc, L'Aventure de l'équipe Cousteau en bandes dessinées, 1992  (ISBN 2-221-07094-1)
- Dominique Serafini, Le Seigneur des Requins, L'Aventure de l'équipe Cousteau en bandes dessinées, 1993    (ISBN 2-221-07466-1)
- Dominique Serafini, L'Odyssée de la Calypso, L'Aventure de l'équipe Cousteau en bandes dessinées, 1994  (ISBN 2-221-07552-8)
- Dominique Serafini, La Course des Dauphins, L'Aventure de l'équipe Cousteau en bandes dessinées, 1995  (ISBN 2-221-07927-2)
- Dominique Serafini, Le Dernier Secret de l'Ile de Pâque, L'Aventure de l'équipe Cousteau en bandes dessinées, 1996  (ISBN 2-221-07991-4)
- Dominique Serafini, L'Archipel des Dragons, L'Aventure de l'équipe Cousteau en bandes dessinées, 1997  (ISBN 2-221-08253-2)
- Dominique Serafini, La Pieuvre Rouge de Borneo, L'Aventure de l'équipe Cousteau en bandes dessinées, 1998   (ISBN 2-221-08503-5)
- Dominique Serafini, Les Requins du Yucatán, L'Aventure de l'équipe Cousteau en bandes dessinées, 1999  (ISBN 2-221-08711-9)
- Dominique Serafini, Catherine Salisbury, DreamWrecks - The Most Spectacular Shipwrecks of Aruba, Bonaire & Curacao, 2002,  (ISBN 978-0973059809)
- Dominique Serafini, Captain Paul Watson, Mission Antarctique, 2012
- Dominique Serafini, Jean-Michel Cousteau, Les Orques - Les Esprits de la Mer - 2014, Orcas - Spirits of the Sea - 2014
- Dominique Serafini, Saint-Pierre L'Escale Infernale, 2015
- Dominique Serafini, Le Monstre de Plastiques - Expedition 7e Continent, 2016
- Dominique Serafini, Les Bulles de la Calypso, 2018